# Drogues en Iran
La production et l'usage des drogues en Iran, notamment des opiacés est ancienne. Le contrôle des stupéfiants a été pris en compte depuis longtemps : les premières ordonnances visant à réguler leur usage ont été émises il y a quatre siècles, à l'époque safavide. Jusqu'à la révolution de 1979, le pays produisait une importante quantité d'opium pour sa propre consommation. Depuis l'avènement de la république islamique, la production a fortement baissé mais le pays reste une zone de transit très importante pour l'opium de l'Afghanistan voisin, destiné pour partie au marché local.

## Avant la révolution

### Genèse
Au XIXe siècle, ayant besoin de devises pour se procurer des biens manufacturés importés et située à proximité du Raj britannique, l'Iran commença à cultiver l'opium à grande échelle; l'état particulièrement médiocre des infrastructures médicales fit que l'opium devint une cure populaire pour différents maux. En 1920, le pays mettait environ 100 tonnes d'opium par an sur le marché intérieur et extérieur.
Les premières fumeries officielles, appelées « maisons de traitement », ouvrirent en 1931.
En 1949, les consommateurs de stupéfiants représentaient 11 % de la population ; les consommateurs réguliers d'opium étaient 1,3 million, et 500 fumeries d'opium existaient alors dans la capitale, Téhéran. Six ans plus tard, en 1955, l'année de la prohibition, il y en avait deux millions, consommant deux tonnes par jour. Dans certains villages du Gorgan et du Khorassan, 90 % de la population était opiomane. Boire du café ou du thé à l'opium dans les cafés était une pratique culturelle tolérée dans les années 1950, et le Majlis avait un banc spécial pour les députés fumant de l'opium.

### Prohibition de 1955 à 1969
En 1955, le gouvernement impérial annonça l'interdiction de la culture et de la consommation d'opium, laissant six mois aux consommateurs pour qu'ils cessent leur consommation. Des peines sévères furent prévues contre les "irréductibles" persistant dans cette habitude: entre un mois et trois ans de prison. La vente, elle, était punie de trois mois à cinq ans, et la culture de six mois à trois ans; l'ouverture d'un fumoir pouvait couter jusqu'à dix ans de prison.
Deux ans après, le nombre d'opiomanes passa officiellement à 300 000, soit seulement 1 % de la population. Pour échapper aux rigueurs de la loi, ils se mirent à consommer de l’héroïne, d'usage plus discret, en la prisant (par voie nasale) ou en la fumant sur des feuilles d'aluminium.
Pour se procurer leurs doses, ces « irréductibles » se fournirent sur le marché clandestin alimenté par la Turquie, le Pakistan et l'Afghanistan, dont les fournisseurs exigèrent d’être payés en or, ce qui causa une perte de devises comprise entre 10 et 15 millions de dollars par an, ce qui, couplé avec la perte des 40 millions de dollars par an que rapportait la vente de 100 tonnes sur le marché médical légal, causa un cout qui était perçu comme inacceptable pour la balance des paiements. 
Les nomades afghans passant l'opium en Iran laissaient leurs familles comme otages aux parrains de Kandahar avant de passer en Iran; leur volonté de sauver leurs familles les poussait à se battre de façon acharnée contre les gendarmes iraniens pour leur cargaison et même à rançonner les villageois pour ramener l'argent à leurs employeurs. Ils étaient, pour cela, rémunérés l'équivalent de 13 US$,.

### Légalisation encadrée
En mai 1969, le gouvernement iranien annonça, malgré les protestations de l'ONU, qui recommandait d'acheter cet opium sur le marché mondial, que, confronté à la perte de devises créée par le trafic, la culture encadrée d'opium reprendrait jusqu’à que ses voisins interdisent la production d'opium,. Le mois suivant, une loi autorisa la culture de l'opium sur des surfaces limitées, de plus de 5 hectares pour faciliter les contrôles, et sous la responsabilité d'une coopérative agricole, ceci afin d'éviter toute diversion sur le marché illégal.
La consommation fut légalement autorisée de façon encadrée, réservée aux opiomanes de plus de 60 ans ou inaptes à toute désintoxication : ils pouvaient aller acheter en pharmacie leur doses hebdomadaires d'opium sur présentation d'une carte à renouveler tous les six mois. Les fumeurs devaient rapporter les cendres avant d’obtenir leur dose. Au vu de l'opprobre attaché à la possession d'une carte, des formalités attachées ainsi qu'au coût relativement élevé, on ne compta pas plus de 100 000 titulaires, le reste préférant continuer à se fournir sur le marché noir.
Les lois sur la possession illégale de drogues dures furent durcies, avec la peine de mort pour ceux pris avec plus de 2 kg d'opium et 10 g d’héroïne : ainsi, à la fin de l'année 1971, 280 trafiquants furent passés par les armes,.
En 1972, les estimations officielles portaient le nombre d'opiomanes à 300 000 et celui d’héroïnomanes, principalement jeunes, à 10 000, bien que certaines sources officieuses indiquèrent que ces chiffres devaient être multipliés par 10. L'année précédente, trois laboratoires d’héroïne furent trouvés par la police, l'école pour filles de Tabriz fut fermé pour une affaire d’héroïne en 1970 et, en 1972, ce fut le tour d'une école étrangère à Téhéran. Des diplomates affirmaient que, jusqu'à la cour impériale, « l'opium a remplacé les loukoums. »

## Après la révolution

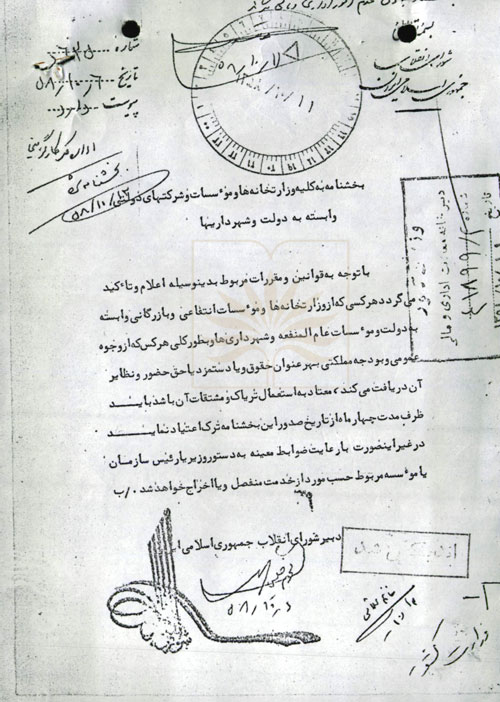
Directive de 1979 du Conseil de la révolution islamique sur l'addiction à l'opium parmi les employés gouvernementaux.

Alors que la production en Iran a fortement baissé depuis 1979 (le nouveau régime met alors en place des politiques très restrictives vis-à-vis de la culture de plantes psychotropes), le caractère de « pays de transit » est devenu plus important. Cela est dû à la longue frontière commune avec l'Afghanistan, qui est devenu le premier producteur d'opium au monde. De plus, le transit relie les zones de production d'Asie Centrale aux zones de consommation que sont la Russie, le Golfe Persique, la Turquie ou l'Europe. Les saisies d'opium faites en Iran représentent ainsi 25 % des saisies mondiales. Les routes principales du trafic passent par le Khorassan et le Sistan et Balouchestan, des régions montagneuses et inhospitalières, avant de continuer vers Téhéran, puis vers la Turquie, d'où l'opium part pour l'Europe par la « route des Balkans ». Il est généralement estimé que 40 % des stupéfiants qui transitent par l'Iran restent dans le pays pour servir la consommation locale
Après la révolution iranienne, une campagne anti-stupéfiants est lancée, associée à une politique répressive. Cependant, l'effort de répression est surtout concentré sur l'alcool, et l'usage de stupéfiants connait une forte augmentation, accompagnée de l'évolution des modes de consommation. 
D'après des sources du début du XXIe siècle, l'Iran compterait entre 200 000 et 300 000 usagers  de stupéfiants ; 1,2 million selon le gouvernement iranien ou 3,3 millions selon les experts iraniens du SIDA. 
La migration à l'intérieur du pays, l'urbanisation, la délinquance et les problèmes sociaux ont augmenté, laissant place au développement et à l'expansion des problèmes liés aux stupéfiants. Les causes sont multiples : les stupéfiants sont largement disponibles (opium, héroïne, haschich, la cocaïne et d'autres drogues de synthèse ont fait leur apparition), la dépression est courante, le chômage toucherait 14 à 25 % de la population selon les estimations. D'autres personnes avancent encore d'autres causes. 
La politique répressive, dans un contexte où l'usage et la répression augmentent, met le système judiciaire iranien sous pression : en 2000, la police a procédé à 269 259 arrestations  pour des infractions liées aux stupéfiants (+18 % par rapport à l'année précédente) et plus de 80 000 personnes  ont été incarcérées pour crimes liés aux stupéfiants. Cependant, la politique de répression ayant ses limites, des politiques de réduction des risques ont été mis en place, et cela depuis le milieu des années 1990 : ouverture de quelques centres de traitement soutenus par le gouvernement, développement de groupes d'auto-support par des structures de type Narcotiques Anonymes, réouverture des cliniques non-résidentielles qui avaient été fermées dans les années 1970, traitements de substitutions, actions de prévention du VIH. Le chef du système judiciaire, l'Ayatollah Shahroudi a également émis une ordonnance en 2005 rappelant aux juges de ne pas entraver l'action du ministère de la Santé ou des autres organisations qui œuvrent pour proposer des traitements de substitution ou qui implémentent des programmes de prévention des MST.